# Braunsia metanastriae
Braunsia metanastriae är en stekelart som beskrevs av Charles Thomas Brues 1926. Braunsia metanastriae ingår i släktet Braunsia och familjen bracksteklar. Inga underarter finns listade.